# Palazzo dal Portale Toscano

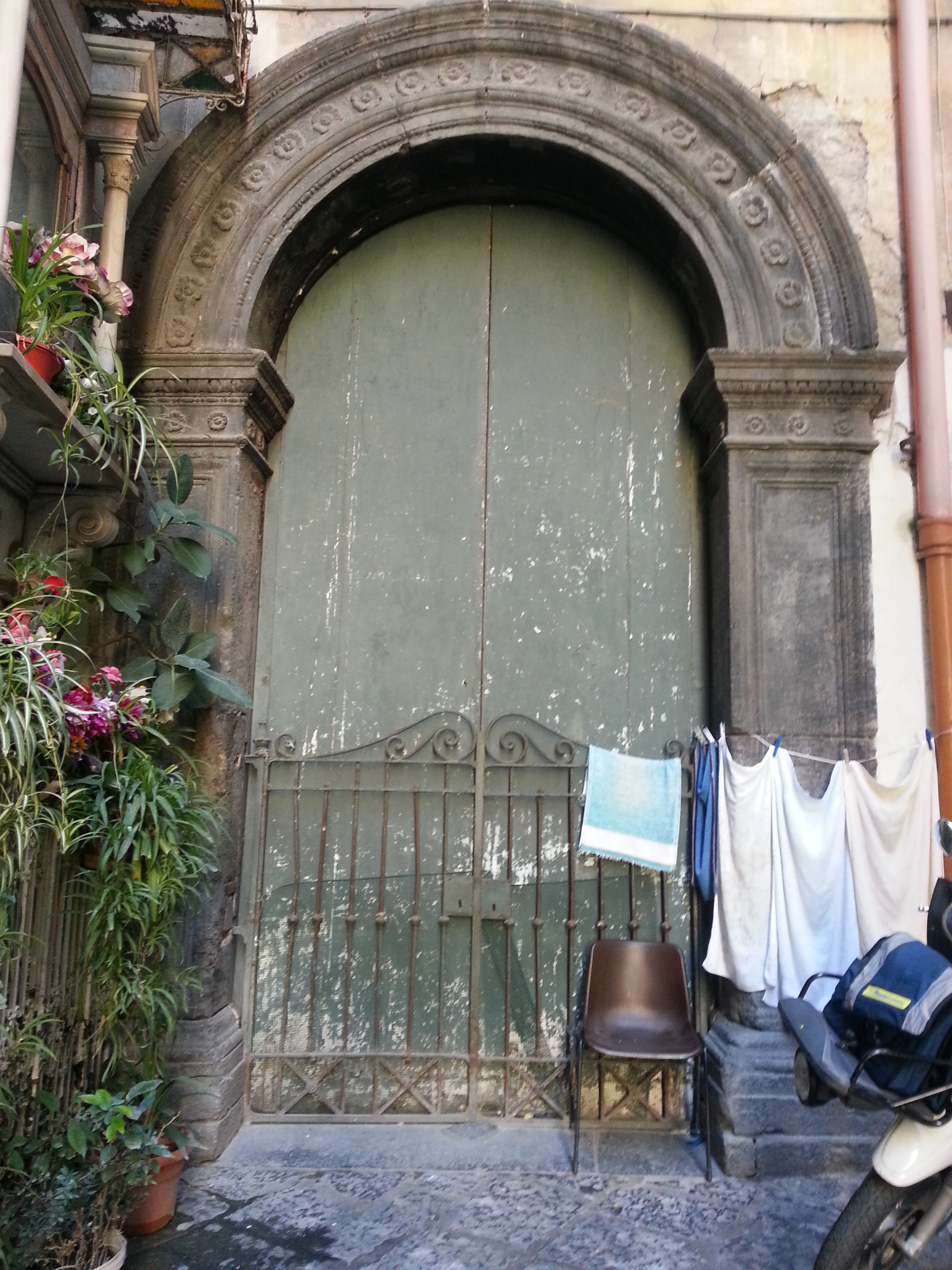
Palazzo dal Portale Toscano in Neapel: Toskanisches Portal

Der Palazzo dal Portale Toscano ist ein Barockpalast aus dem 15. Jahrhundert im Viertel San Giuseppe in Neapel in der italienischen Region Kampanien. Er liegt im Vico Pazzariello.

## Geschichte
Der Palast aus dem 15. Jahrhundert, der ursprünglich im  Renaissancestil erbaut wurde, wurde im Laufe des 18. Jahrhunderts durch das Anbringen von Stuck im Stile des Barock wesentlich verändert. Gleichzeitig wurde er mit dem Block zur Via Santa Chiara verbunden.

## Beschreibung
Das Gebäude besitzt noch ein schönes, reich verziertes, toskanisches Renaissanceportal. Dieses war der ursprüngliche Haupteingang und ist heute verschlossen. Der heutige Zugang ist durch ein weiteres, weniger monumentales Portal. Das Vorhandensein zweier Portale bedingte auch zwei Treppen. Heute wird nur noch die des Eingangs von der Via Santa Chiara aus genutzt.
Die Fassade zur Via Santa Chiara hin hat drei Vollgeschosse und ein Zwischengeschoss. Der Eingang von dort aus hat ein Portal aus dem späten 16. Jahrhundert, das zwar größer ist als das toskanische aus dem 15. Jahrhundert, aber sehr einfach und spärlich dekoriert. Die gesamte Zusammenstellung ist im Untergeschoss des Gebäudes untergebracht.